# Цзяочжоу (затока)
Цзяочжо́у (спрощ.: 胶州湾; нім. Kiautschou-Bucht, 36°7′ пн. ш. 120°14′ сх. д. / 36.117° пн. ш. 120.233° сх. д.) — морська затока розташована в місті Ціндао, Китай. Була німецькою колоніальною концесією з 1898 до 1914. 
14 серпня 1914 Китай оголосив війну Німеччині. Як союзник переможців, Китай очікував на повернення регіону по завершенні воєнних дій. Однак, Версальський договір дослухався до вимог Японії на Паризькій мирній конференції і передав усі конфісковані німецькі тихоокеанські території і острови на північ від екватора Японії, разом із бухтою Цзяочжоу. Таке врегулювання спричинило широкі протести відомі як "Рух четвертого травня", які вважаються важливою подією в історії сучасного Китаю. Внаслідок цього китайський уряд відмовився підписати Договір.
В історії це відомо як "Шаньдунське питання". Проблему розв'язали згодом за посередництва США, територію повернули під китайське управління в лютому 1922.